# Saint-Quentin-lès-Beaurepaire
Saint-Quentin-lès-Beaurepaire ([sɛ̃ kɑ̃tˈɛ̃ lɛ boʁˈpɛʁ] ⓘ) ist eine Ortschaft und ehemalige Gemeinde mit 276 Einwohnern (Stand: 1. Januar 2022) im französischen Département Maine-et-Loire in der Region Pays de la Loire. Sie gehörte zum Arrondissement Saumur. Die Bewohner werden Saint Quentinois und Saint Quentinoises genannt.
Der Erlass des Präfekten vom 10. Juli 2015 legte mit Wirkung zum 1. Januar 2016 die Eingliederung von Saint-Quentin-lès-Beaurepaire als Commune déléguée gemeinsam mit 14 weiteren Orten zur Commune nouvelle Baugé-en-Anjou fest.

## Geografie

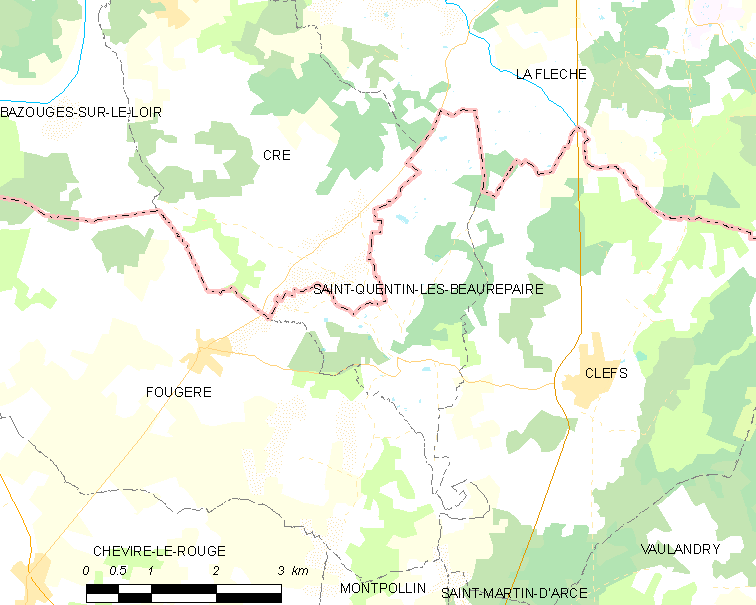
Karte von Saint-Quentin-lès-Beaurepaire

Saint-Quentin-lès-Beaurepaire liegt etwa 37 Kilometer nordöstlich von Angers, etwa 48 Kilometer südwestlich von Le Mans und etwa 41 Kilometer nördlich von Saumur in der Région naturelle des Baugeois an der Grenze zum Département Sarthe. Das Ortsgebiet liegt am Rand des Pariser Beckens. Die Geologie des Ortsareals besteht aus Kalkstein bedeckt mit früheren Alluvionen. Der Verdun, ein Nebenfluss des Loir, durchquert das Ortsgebiet von Süd nach Nord. Im Süden erheben sich zu beiden Seiten des Flüsschens ein hügeliges Gelände mit Höhen bis 66 m, bevor die Landschaft generell nach Norden zum Loir-Tal hin abflacht. Die niedrigste Erhebung wird mit 31 m beim Austritt des Verdun aus dem Ortsgebiet gemessen. Das Zentrum am linken Ufer des Verdun liegt auf etwa 39 m Höhe.
Umgeben wird Saint-Quentin-lès-Beaurepaire von zwei Nachbargemeinden und zwei Communes déléguées von Baugé-en-Anjou:
| Bazouges Cré sur Loir (Sarthe) |                                             | La Flèche (Sarthe)       |
|                                | Kompassrose, die auf Nachbargemeinden zeigt | Clefs (Commune déléguée) |
| Fougeré (Commune déléguée)     |                                             |                          |

## Toponymie und Geschichte
Frühere Formen des Ortsnamens waren:
Sanctus Quitinus (1153), La dème de St-Quentin (1261), St-Quentin près la Flèche (1685, 1706, 1750, 1783), St-Quentin-en-Mélinais (1710), St-Quentin du Bois sur Verdun près la Flèche (1720–1780), St-Quentin près Baugé (1788), St-Quentin (1877).
Ein Priorat, abhängig von der Abtei Saint-Martin in Tours, wurde zu einem unbekannten Zeitpunkt gegründet und wurde nach dem 15. Jahrhundert dem Priorat in Échemiré angegliedert. Das Lehen von Saint-Quentin wurde 1416 von Jean Chabot an Jean Dosdefer übertragen. Es blieb in der Familie Dosdefer, bis Jacques d’Avoine es erwarb und es mit dem Baronat von Fougeré vereinigte. Die Pfarrei wurde während der Französischen Revolution als Nationalgut verkauft.

## Bevölkerungsentwicklung
| Saint-Quentin-lès-Beaurepaire: Einwohnerzahlen von 1793 bis 2020                                                           | Saint-Quentin-lès-Beaurepaire: Einwohnerzahlen von 1793 bis 2020 | Saint-Quentin-lès-Beaurepaire: Einwohnerzahlen von 1793 bis 2020 | Saint-Quentin-lès-Beaurepaire: Einwohnerzahlen von 1793 bis 2020 | Saint-Quentin-lès-Beaurepaire: Einwohnerzahlen von 1793 bis 2020 |
| --- | ---------------------------------------------------------------- | ---------------------------------------------------------------- | ---------------------------------------------------------------- | ---------------------------------------------------------------- |
| Jahr |                                                                  |                                                                  |                                                                  | Einwohner                                                        |
| 1793 | 1793                                                             |                                                                  | 331                                                              | 331                                                              |
| 1800 | 1800                                                             |                                                                  | 354                                                              | 354                                                              |
| 1806 | 1806                                                             |                                                                  | 315                                                              | 315                                                              |
| 1821 | 1821                                                             |                                                                  | 402                                                              | 402                                                              |
| 1831 | 1831                                                             |                                                                  | 379                                                              | 379                                                              |
| 1841 | 1841                                                             |                                                                  | 345                                                              | 345                                                              |
| 1846 | 1846                                                             |                                                                  | 353                                                              | 353                                                              |
| 1851 | 1851                                                             |                                                                  | 338                                                              | 338                                                              |
| 1856 | 1856                                                             |                                                                  | 335                                                              | 335                                                              |
| 1861 | 1861                                                             |                                                                  | 360                                                              | 360                                                              |
| 1866 | 1866                                                             |                                                                  | 366                                                              | 366                                                              |
| 1872 | 1872                                                             |                                                                  | 343                                                              | 343                                                              |
| 1876 | 1876                                                             |                                                                  | 356                                                              | 356                                                              |
| 1881 | 1881                                                             |                                                                  | 344                                                              | 344                                                              |
| 1886 | 1886                                                             |                                                                  | 359                                                              | 359                                                              |
| 1891 | 1891                                                             |                                                                  | 339                                                              | 339                                                              |
| 1896 | 1896                                                             |                                                                  | 311                                                              | 311                                                              |
| 1901 | 1901                                                             |                                                                  | 300                                                              | 300                                                              |
| 1906 | 1906                                                             |                                                                  | 280                                                              | 280                                                              |
| 1911 | 1911                                                             |                                                                  | 283                                                              | 283                                                              |
| 1921 | 1921                                                             |                                                                  | 246                                                              | 246                                                              |
| 1926 | 1926                                                             |                                                                  | 249                                                              | 249                                                              |
| 1931 | 1931                                                             |                                                                  | 246                                                              | 246                                                              |
| 1936 | 1936                                                             |                                                                  | 224                                                              | 224                                                              |
| 1946 | 1946                                                             |                                                                  | 192                                                              | 192                                                              |
| 1954 | 1954                                                             |                                                                  | 228                                                              | 228                                                              |
| 1962 | 1962                                                             |                                                                  | 214                                                              | 214                                                              |
| 1968 | 1968                                                             |                                                                  | 191                                                              | 191                                                              |
| 1975 | 1975                                                             |                                                                  | 165                                                              | 165                                                              |
| 1982 | 1982                                                             |                                                                  | 220                                                              | 220                                                              |
| 1990 | 1990                                                             |                                                                  | 208                                                              | 208                                                              |
| 1999 | 1999                                                             |                                                                  | 211                                                              | 211                                                              |
| 2006 | 2006                                                             |                                                                  | 268                                                              | 268                                                              |
| 2013 | 2013                                                             |                                                                  | 291                                                              | 291                                                              |
| 2020 | 2020                                                             |                                                                  | 313                                                              | 313                                                              |
| Quelle(n): EHESS/Cassini bis 1999, INSEE ab 2006 Anmerkung(en): Ab 1962 offizielle Zahlen ohne Einwohner mit Zweitwohnsitz |                                                                  |                                                                  |                                                                  |                                                                  |

## Sehenswürdigkeiten
- Pfarrkirche aus dem 12. Jahrhundert mit Grabplatte für Jean Dosdefer von 1456 und einer Statue des Erzbischofs von Cambrai, René-François Régnier, ein Werk von H. Bouriche aus dem Jahr 1881. Die Kirche ist seit 1984 als Monument historique eingeschrieben.
- Mehrere historische Häuser und Bauernhöfe aus dem 15. bis 19. Jahrhundert
- Mehrere Wassermühlen aus dem 14. bis 18. Jahrhundert

## Persönlichkeiten
- René-François Régnier (1794–1881), Bischof von Angoulême, Erzbischof von Cambrai und Kardinal, geboren in Saint-Quentin-lès-Beaurepaire